# Lijst van nummer 1-hits in de Nederlandse Top 40 in 2018
Deze hits stonden in 2018 op nummer 1 in de Nederlandse Top 40.
| Nummer | Datum        | Artiest                  | Titel                |
| ------ | ------------ | ------------------------ | -------------------- |
| 775    | 6 januari    | Ed Sheeran & Beyoncé     | Perfect/Perfect duet |
|        | 13 januari   | Ed Sheeran & Beyoncé     | Perfect/Perfect duet |
|        | 20 januari   | Ed Sheeran & Beyoncé     | Perfect/Perfect duet |
|        | 27 januari   | Ed Sheeran & Beyoncé     | Perfect/Perfect duet |
| 776    | 3 februari   | BLØF & Geike Arnaert     | Zoutelande           |
|        | 10 februari  | BLØF & Geike Arnaert     | Zoutelande           |
|        | 17 februari  | BLØF & Geike Arnaert     | Zoutelande           |
|        | 24 februari  | BLØF & Geike Arnaert     | Zoutelande           |
|        | 3 maart      | BLØF & Geike Arnaert     | Zoutelande           |
|        | 10 maart     | BLØF & Geike Arnaert     | Zoutelande           |
|        | 17 maart     | BLØF & Geike Arnaert     | Zoutelande           |
|        | 24 maart     | BLØF & Geike Arnaert     | Zoutelande           |
|        | 31 maart     | BLØF & Geike Arnaert     | Zoutelande           |
|        | 7 april      | BLØF & Geike Arnaert     | Zoutelande           |
| 777    | 14 april     | Marshmello & Anne-Marie  | Friends              |
|        | 21 april     | Marshmello & Anne-Marie  | Friends              |
| 778    | 28 april     | Calvin Harris & Dua Lipa | One kiss             |
|        | 5 mei        | Calvin Harris & Dua Lipa | One kiss             |
|        | 12 mei       | Calvin Harris & Dua Lipa | One kiss             |
|        | 19 mei       | Calvin Harris & Dua Lipa | One kiss             |
|        | 26 mei       | Calvin Harris & Dua Lipa | One kiss             |
|        | 2 juni       | Calvin Harris & Dua Lipa | One kiss             |
|        | 9 juni       | Calvin Harris & Dua Lipa | One kiss             |
|        | 16 juni      | Calvin Harris & Dua Lipa | One kiss             |
|        | 23 juni      | Calvin Harris & Dua Lipa | One kiss             |
|        | 30 juni      | Calvin Harris & Dua Lipa | One kiss             |
|        | 7 juli       | Calvin Harris & Dua Lipa | One kiss             |
|        | 14 juli      | Calvin Harris & Dua Lipa | One kiss             |
|        | 21 juli      | Calvin Harris & Dua Lipa | One kiss             |
|        | 28 juli      | Calvin Harris & Dua Lipa | One kiss             |
|        | 4 augustus   | Calvin Harris & Dua Lipa | One kiss             |
|        | 11 augustus  | Calvin Harris & Dua Lipa | One kiss             |
| 779    | 18 augustus  | Drake                    | In my feelings       |
| 780    | 25 augustus  | Aya Nakamura             | Djadja               |
|        | 1 september  | Aya Nakamura             | Djadja               |
| 781    | 8 september  | George Ezra              | Shotgun              |
|        | 15 september | George Ezra              | Shotgun              |
| 782    | 22 september | Frenna & Lil' Kleine     | Verleden tijd        |
|        | 29 september | Frenna & Lil' Kleine     | Verleden tijd        |
|        | 6 oktober    | Frenna & Lil' Kleine     | Verleden tijd        |
|        | 13 oktober   | Frenna & Lil' Kleine     | Verleden tijd        |
|        | 20 oktober   | Frenna & Lil' Kleine     | Verleden tijd        |
|        | 27 oktober   | Frenna & Lil' Kleine     | Verleden tijd        |
| 783    | 3 november   | Davina Michelle          | Duurt te lang        |
|        | 10 november  | Davina Michelle          | Duurt te lang        |
|        | 17 november  | Davina Michelle          | Duurt te lang        |
|        | 24 november  | Davina Michelle          | Duurt te lang        |
|        | 1 december   | Davina Michelle          | Duurt te lang        |
|        | 8 december   | Davina Michelle          | Duurt te lang        |
|        | 15 december  | Davina Michelle          | Duurt te lang        |
|        | 22 december  | Davina Michelle          | Duurt te lang        |
|        | 29 december  | Davina Michelle          | Duurt te lang        |